# Glenn L. Martin Company

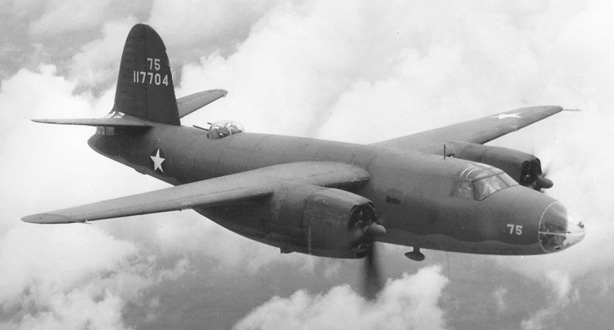
Martin B-26 Marauder, máy bay ném bom sản xuất bởi Martin trong đệ nhị thế chiến.

Công ty Glenn L. Martin là một công ty sản xuất máy bay và hàng không vũ trụ Hoa Kỳ được thành lập bởi nhà tiên phong trong lĩnh vực hàng không Glenn L. Martin. Công ty Martin sản xuất nhiều máy bay quan trọng đối với quốc phòng của Hoa Kỳ và các đồng minh của Hoa Kỳ, đặc biệt là trong thế chiến II và chiến tranh lạnh. Ngoài ra, trong những năm 1950 và 60, Công ty Martin di chuyển dần ra của ngành công nghiệp máy bay và vào các tên lửa dẫn đường, thăm dò không gian, và các ngành công nghiệp sử dụng không gian.
Năm 1961, Công ty Martin sáp nhập với American-Marietta Corporation, một công ty khai thác mỏ cát lớn và sỏi, hình thành Martin Marietta Corporation. Sau đó, vào năm 1995, Martin Marietta sáp nhập với hàng không vũ trụ khổng lồ Lockheed để hình thành Lockheed Martin Corporation.

## Sản phẩm

### Máy bay huấn luyện
- Martin T
- Martin S

### Máy bay tấn công
- Martin T3M
- Martin T4M
- Martin BM
- Martin AM Mauler

### Máy bay ném bom
- Martin MB
- Martin B-10
- Martin XB-16
- Martin 167 Maryland
- Martin 187 Baltimore
- Martin B-26 Marauder
- Martin XB-33 Super Marauder
- Martin XB-48
- Martin XB-51
- Martin B-57 under license from English Electric (British)
- Martin Model 316 (XB-68)

### Militaryseaplanes

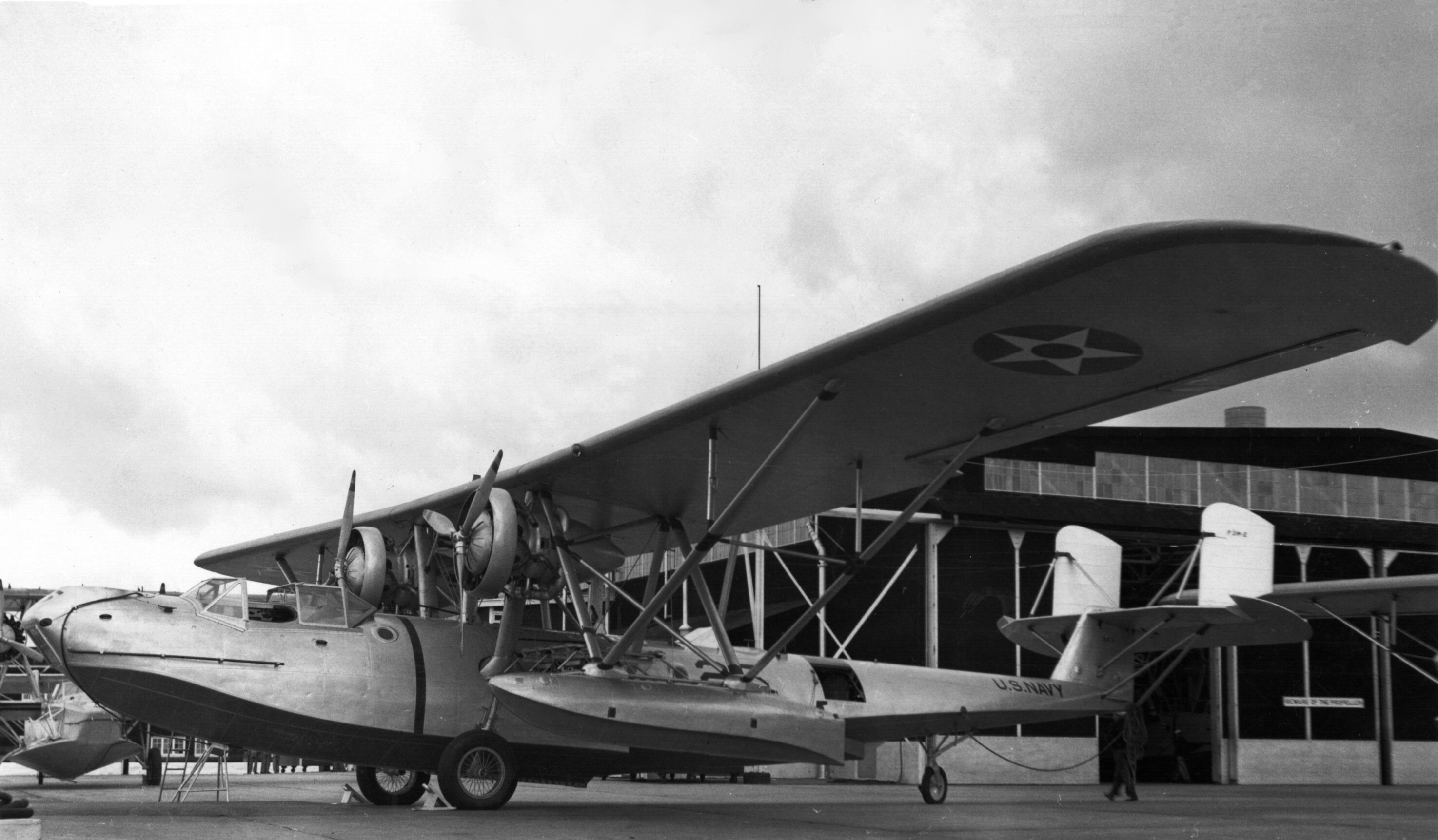
Martin P3M-2

- Martin PM
- Martin P3M
- Martin PBM Mariner
- Martin JRM Mars
- Martin P4M Mercator (land plane)
- Martin P5M Marlin
- Martin P6M SeaMaster
- Martin P7M SubMaster

### Máy bay dân dụng
- Martin M-130 China Clipper
- Martin M-156
- Martin 2-0-2
- Martin 4-0-4

### Động cơ máy bay
- Martin 333, a four-cylinder inverted in-line piston engine

### Tên lửa đạn đạo xuyên lục địa
- Titan I
- Titan II

### Booster rockets
- The four-stage Vanguard rocket
- Titan III
- Titan IV